# Skarven (Sund, Åland)
Skarven är ett skär i Åland (Finland). Det ligger i Skärgårdshavet och i kommunen Sund i landskapet Åland, i den sydvästra delen av landet. Ön ligger omkring 12 kilometer nordöst om Mariehamn och omkring 270 kilometer väster om Helsingfors.
Öns area är 2,7 hektar och dess största längd är 240 meter i nord-sydlig riktning. Närmaste större samhälle är Jomala, 7,8 km väster om Skarven.